# Sylvia Torf
Sylvia Torf, geborene Pier (* 3. Mai 1889 in Odessa, Russisches Kaiserreich oder 3. Januar 1892 in Budapest, Österreich-Ungarn; † nach 1939), war eine deutsche Schauspielerin bei Film und Theater.

## Leben
Sylvia Torf bereiste seit ihrem zehnten Lebensjahr mit ihren Eltern diverse europäische Staaten, ehe sich die Familie 1905 in Deutschland niederließ. Nach dem Abitur studierte sie Philosophie, Kunstgeschichte und Chemie in Berlin, Gießen, Heidelberg und Berlin. Die Ehe mit einem Opernsänger hielt nur kurz, dann wurde sie 1919 für den Film entdeckt. Nebenbei trat sie in der Provinz (wie am Zoppoter Stadttheater) auf der Bühne auf, in Stücken wie Charleys Tante und Potasch und Perlmutter.
Urban Gad besetzte sie 1920 in seinem Filmdrama Weltbrand, es folgten weitere Nebenrollen in zahlreichen Stumm- und einigen wenigen Tonfilmen. Mehrfach spielte sie in Produktionen der Prometheus Film und in einigen zentralen Inszenierungen von G. W. Pabst mit. Mit der Machtergreifung 1933 endete Sylvia Torfs Filmkarriere schlagartig, da sie, als vermutliche Halbjüdin, wie es in einem Reichsfilmkammervermerk hieß, nicht mehr besetzt wurde. Dennoch blieb die Künstlerin bis 1939 in Berlin ansässig. Am 17. April 1939 gelang ihr schließlich von Bremen aus die Flucht nach Schanghai. In China verliert sich Sylvia Torfs Spur.

## Filmografie
- 1920: Weltbrand
- 1920: Die entfesselte Menschheit
- 1920: Rheinzauber
- 1921: Irrende Seelen
- 1921: Der Leidensweg der Inge Krafft
- 1921: Seines Bruders Leibeigener
- 1922: Die Gezeichneten
- 1922: Der Todesreigen
- 1922: Marie Antoinette
- 1924: Thamar, das Kind der Berge
- 1924: Die Bacchantin
- 1925: Die freudlose Gasse
- 1925: Die Verrufenen
- 1926: Der Student von Prag
- 1926: Der Liebe Lust und Leid
- 1926: Überflüssige Menschen
- 1926: Die Waise von Lowood
- 1927: Einer gegen alle
- 1927: Der Herr der Nacht
- 1927: Das Mädchen von der Heilsarmee
- 1927: Das Mädchen aus der Fremde
- 1927: Schenk mir das Leben
- 1928: Die Hölle der Jungfrauen
- 1928: Marter der Liebe
- 1928: Der Hafenbaron
- 1929: Der lebende Leichnam
- 1928: S.O.S. Schiff in Not
- 1929: Kinder der Straße
- 1929: Großstadtjugend
- 1929: Wer wird denn weinen, wenn man auseinandergeht
- 1929: Autobus Nr. 2
- 1929: Tagebuch einer Verlorenen
- 1929: Geheimpolizisten
- 1930: Nur am Rhein
- 1931: Die Försterchristel
- 1931: Die Dreigroschenoper
- 1931: Bobby geht los
- 1933: Ganovenehre